# 입덧
입덧(문화어: 입쓰리, 아병(牙病))은 산모가 겪는 임신 초기 증상이다. 종종 입덧 증상은 이른 아침 시간에 발생하고 하루가 저물면서 증상도 함께 완화 되기도 한다. 하지만, 대부분의 경우에는 하루중 시도때도 없이 구역질과 구토 증세가 발생한다. 통상 임신 6주 정도에 시작되어 12주 정도에 끝난다. 하지만, 일부 산모의 경우 입덧을 임신 기간 내내 겪기도 한다. 입덧이 시작되면 메스꺼움과 구역질, 식욕부진, 구토 등이 나타난다. 임신오조(姙娠惡阻, hyperemesis gravidarum)로 인한 입원치료가 필요한 극단적인 경우도 있다. 입덧은 하루 종일 있으나, 아침에 일어났을 때 공복으로 인한 저혈당으로 증상이 심하기 때문에 영어로는 morning sickness라고 한다.

## 원인
입덧의 가능한 원인은 다음과 같다.
- 임신 1기에 쓴맛을 내는 타액 분비의 증가가 산모의 수면중에 증가한다. 이것이 위를 놀라게 하여 아침에 구토를 유발한다.
- 에스트로겐 호르몬의 순환 수위가 높아짐.

## 치료
입덧을 완화하거나 치료할 수 있는 방법으로 집에서 할 수 있는 효과적인 방법은 확실하지 않지만 약물치료와 대체약품, 입덧 완화를 돕는 식품들로 증상 완화를 기대해 볼 수도 있다.

### 약물치료
임신중 사용할 수 있는 효과적인 항구토제는 여러가지가 있다. 피리톡신/독시라민, 디펜히드라민과 같은 항히스타민제, 페노티아진 등이 있다.

### 대체 약품
생강이 항구토작용에 효과적이다는 증거가 있지만 확실하지는 않다.

### 입덧 완화에 도움이 되는 식품[2]
1)생강
생강이 대체 약품까지는 아니지만 대표적인 입덧 완화 식품이 되기는 한다. (미국 산부인과학회 ACOG 권장사항, 관련 논문 ), 항구토성분인 진저롤, 쇼가올이 함유되어 있기 때문에 효과가 있다는 논문이 있으며, 생강차 또는 생강가루 1g이하로 하루 2~3회 타먹으면 효과가 있다.
2)오트밀
오트밀은 복합탄수화물로서 천천히 소화되어 포만감을 유지하면서, 비타민 B6이 풍부하여 입덧 감소에 도움이 되는 식품이다. 우유나 과일과 함께 30g정도 아침 대체식으로 먹으면 좋다.
3)바나나
위에 자극이 적고 칼륨이 풍부하며, 혈당 안정화에도 도움이 되는 바나나(GI 약 51)역시 하루 1개, 기상 직후 또는 간식으로 섭취할 경우 입덧 완화에 도움이 된다. 단, 당수치가 높아 당 조절중이라면 주의가 필요하다.

## 참고 문헌
1. ↑  Matthews, A; Dowswell, T; Haas, DM; Doyle, M; O'Mathúna, DP (2010년 9월 8일). “Interventions for nausea and vomiting in early pregnancy.”. 《The Cochrane database of systematic reviews》 (9): CD007575. doi:10.1002/14651858.CD007575.pub2. PMID 20824863.
2. ↑  “입덧에 좋은 음식 총정리 | 입덧 증상 완화 음식 TOP 7과 하루 식단 예시 - peacefulhints.com”. 2025년 5월 3일. 2025년 5월 27일에 확인함.
3. ↑  Lete, Iñaki; Allué, José (2016). “The Effectiveness of Ginger in the Prevention of Nausea and Vomiting during Pregnancy and Chemotherapy”. 《Integrative Medicine Insights》 11: 11–17. doi:10.4137/IMI.S36273. ISSN 1177-3936. PMC 4818021. PMID 27053918.